# Маус, Элсе
Элсе Маус (нидерл. Else Mauhs, полное имя Альвина Юлия Эльза Маус, нем. Alwine Julie Else Mauhs; 25 января 1885, Мюльхайм-ан-дер-Рур — 22 января 1959, Амстердам) — нидерландская актриса немецкого происхождения.
Отец Маус умер ещё до её рождения. В 1899 г. мать повторно вышла замуж за амстердамского предпринимателя и переехала в Нидерланды вместе с дочерью. Здесь она училась пению у Като Эссер и актёрской игре у Германа Шваба. В 1903 году дебютировала на сцене Роттердамского театра, где играла преимущественно в лёгких комедиях немецкого и французского репертуара в постановке Луи Моора. С 1917 года выступала на сценах Гааги и Амстердама, в том числе в постановках ведущих нидерландских режиссёров Эдуарда Веркаде, Кора ван дер Лугт Мелсерта и Кора Рёйса; в 1920-е гг. её репертуар обогатился трагическими ролями — в частности, главной ролью в «Орлёнке» Эдмона Ростана (1928). В 1933 г. вместе с Яном Мюсом и Ко Арнольди основала театр «Маски», где сыграла ряд запоминающихся ролей — в частности, заглавную роль королевы Елизаветы в пьесе Андре Жоссе «Елизавета безмужняя». В 1935 году актриса Тео Манн-Боуместер передала Элсе Маус своё кольцо — почётную переходящую награду лучшей актрисе Нидерландов; предполагалось, что Маус, в свою очередь, со временем передаст его своей преемнице, однако она так и не сделала этого до конца жизни, после чего судьбу награды решил специальный комитет.
На всём протяжении своей карьеры Маус боролась с лишним весом, стремясь добиться такой же стройности, как у Сары Бернар, и это серьёзно подорвало её здоровье, так что после 1940 г. она уже не выступала на сцене; в 1947—1948 гг. недолгое время преподавала в амстердамской Театральной школе. В последний раз вышла на сцену в роли Елизаветы I в 1954 году на торжествах в честь 60-летия Амстердамского городского театра.
С 1910 г. Элсе Маус жила с антикваром и предпринимателем еврейского происхождения Максом Поонсом (1877—1971), в 1912 г. у пары родилась дочь Инга, в 1915 г. Поонс и Маус зарегистрировали брак. В 1925 г. пара рассталась, но когда в годы Второй мировой войны Поонс был арестован как еврей и заключён в концентрационный лагерь Вестерборк, Маус как немка смогла добиться его освобождения.